# Alaska Permanent Fund

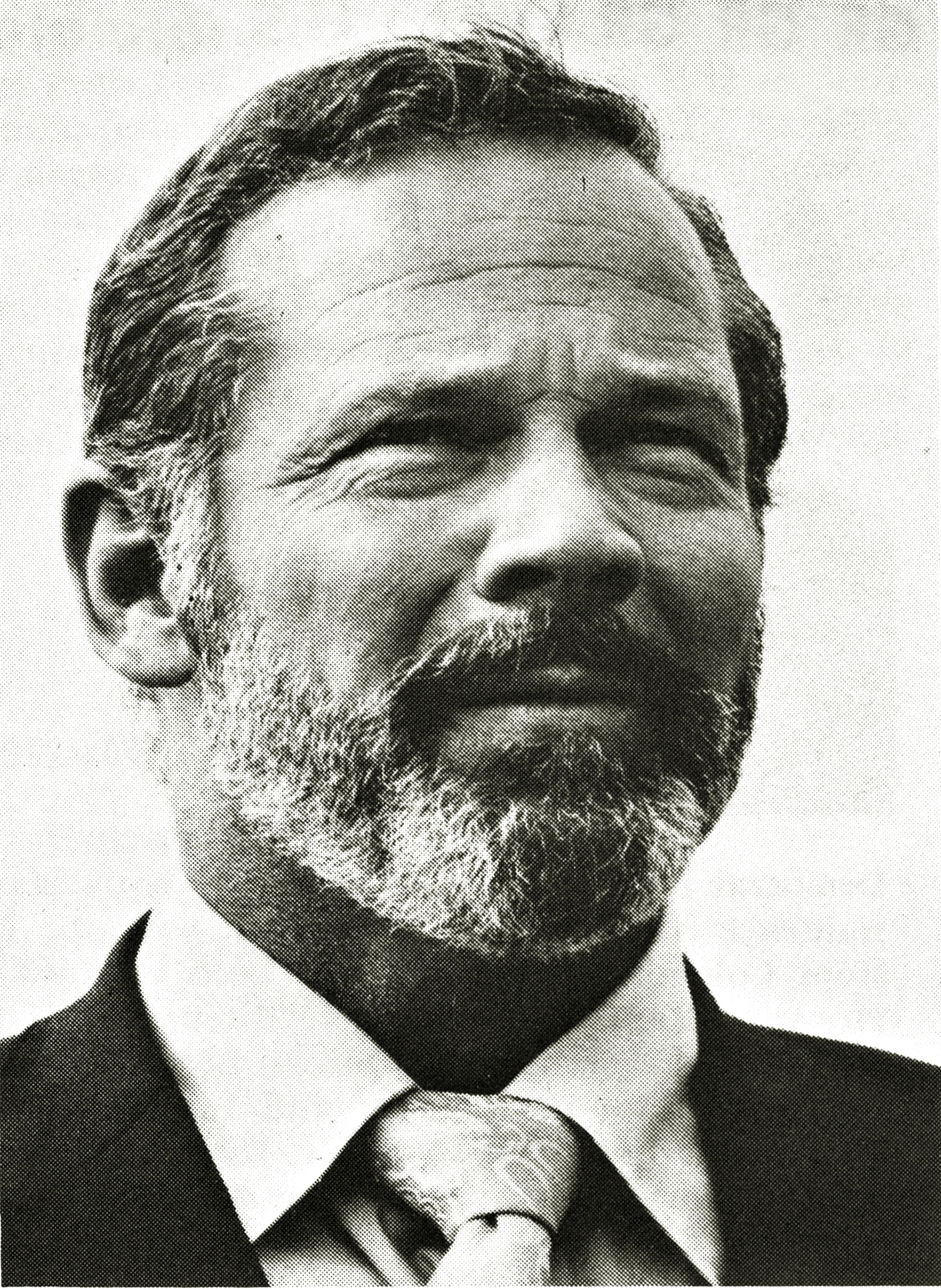
Jay Hammond.

L'Alaska Permanent Fund est un fonds permanent établi constitutionnellement, géré par une société semi-indépendante, créé par l'Alaska en 1976, principalement grâce aux efforts du gouverneur Jay Hammond. L'Alaska Permanent Fund place un minimum de 25 % des revenus du pétrole et du gaz (ventes et royalties) dans des investissements prudents pour continuer à en faire bénéficier les générations actuelles et futures de l'Alaska. D'un investissement initial de 734 000 $ en 1977, le fonds est passé à environ 28 milliards de dollars en mars 2008.
Les revenus de ces investissements sont partiellement réinvestis pour compenser l'inflation. Le solde, une fois payés les frais de gestion, est distribué directement à l'ensemble des résidents de plus de 5 ans de l'Alaska (Permanent Fund Dividend), d'une manière similaire à un revenu de base inconditionnel.

## Montant par année
Ces versements ont été les suivants :
| Année | Montant annuel par résident (en $US)        |
| ----- | ------------------------------------------- |
| 2023  | 1 312,00 $                                  |
| 2022  | 3 284,00 $                                  |
| 2021  | 1 114,00 $                                  |
| 2020  | 992,00 $                                    |
| 2019  | 1 606,00 $                                  |
| 2018  | 1 600,00 $                                  |
| 2017  | 1 100,00 $                                  |
| 2016  | 1 022,00 $                                  |
| 2015  | 2 072,00 $                                  |
| 2014  | 1 884,00 $                                  |
| 2013  | 900,00 $                                    |
| 2012  | 878,00 $                                    |
| 2011  | 1 174,00 $                                  |
| 2010  | 1 281,00 $                                  |
| 2009  | 1 305,00 $                                  |
| 2008  | 2 069,00 $ + 1 200 $ Alaska Resource Rebate |
| 2007  | 1 654,00 $                                  |
| 2006  | 1 106,96 $                                  |
| 2005  | 845,76 $                                    |
| 2004  | 919,84 $                                    |
| 2003  | 1 107,56 $                                  |
| 2002  | 1 540,76 $                                  |
| 2001  | 1 850,28 $                                  |
| 2000  | 1 963,86 $                                  |
| 1999  | 1 769,84 $                                  |
| 1998  | 1 540,88 $                                  |
| 1997  | 1 296,54 $                                  |
| 1996  | 1 130,68 $                                  |
| 1995  | 990,30 $                                    |
| 1994  | 983,90 $                                    |
| 1993  | 949,46 $                                    |
| 1992  | 915,84 $                                    |
| 1991  | 931,34 $                                    |
| 1990  | 952,63 $                                    |
| 1989  | 873,16 $                                    |
| 1988  | 826,93 $                                    |
| 1987  | 708,19 $                                    |
| 1986  | 556,26 $                                    |
| 1985  | 404,00 $                                    |
| 1984  | 331,29 $                                    |
| 1983  | 386,15 $                                    |
| 1982  | 1 000,00 $                                  |